# 千葉悠凪
千葉 悠凪（ちば ゆうな、1985年12月6日 - ）は、日本のタレント、女性モデル、元レースクイーン。
大阪府大阪市出身。元フロンティアコーポレーション所属で、現在はイー・スマイル所属。

## 来歴
- 2007年と2008年の2年間、全日本モトクロス選手権にて「Team SUZUKI モトクロス」のサーキットレディを務める[3]。2008年はフロンティアコーポレーションの同僚だった藤井晶子、市川友香と共に務める[4]。
- 2009年には雑誌「KANSAI1週間」（サンケイリビング新聞社）のマスコットガール『カンイチGIRL』を森はるか、木島さやからと共に務める。
- 2010年から2012年まで、SUPER GT「エヴァンゲリオンレーシング」のレースクイーンとして、式波・アスカ・ラングレー役を3年連続で務める[2]。
- 2011年には木島さやか、牧野舞と共にユニット『るぱん』を組み、オリジナル曲「猫の気持ち」を発表[5]。
- 2013年、フロンティアコーポレーションからイー・スマイルに事務所を移籍。同年、アップガレージ「ドリフトエンジェルス」、SUPER GT「ZENT sweeties」を兼任する。
- 2014年は引き続きZENT sweetiesとドリエンメンバーを兼任する一方、スーパーカーレースにて「ディレクションレーシングギャルズ」を日下真実（スリーライズ所属）と共に務める[6]。
- 2015年は、SUPER GT500「17 KEIHIN REAL RACING」、D1GP「GOODYEARエンジェル」のレースクイーンを務める（そのうちKEIHINは2016年も続投[7]）。2016年1月15日発表の「日本レースクイーン大賞2015」ではファイナリスト5名の中に入ったが、歴代最年長でのグランプリ記録更新はならなかった[注 1]。
- 2016年6月、レッドブル・エアレース・ワールドシリーズの2016年千葉大会にて、カービー・チャンブリス（No.10 チーム・チャンブリス）のチームガールを務める[9]。同年11月19日と20日のスーパー耐久オートポリス戦では、瀬野ユリエと共に「TRACY SPORTS Muta Racing」（ST-3クラス）のレースクイーンとしてスポット参加[10]。
- 2017年はKONDO Racingの「raffinee lady」として、SUPER GT500とスーパーフォーミュラの2カテゴリーで活動する[11]。
- 2018年1月8日のブログで、レースクイーンからの引退を表明[12]、同年5月頃にレースクイーンを卒業、同年7月には撮影会モデルも卒業した。その後の活動については撮影会卒業以降SNSの更新がされていないため不明だが、所属事務所に名前があるため引退はしていない模様。

## 人物・エピソード
- 「悠凪」という名前は芸名。高校時代、ファイナルファンタジーシリーズのキャラクター「ユウナ」に似ているといわれたことからこの名が付いたという[13]。
- レースクイーンになろうと思ったのは、ギャルズ・パラダイス（三栄書房）でZENT sweetiesを見たことがきっかけ。実際sweetiesメンバーに選ばれ、赤いコスを初めて試着した時は感激したとのこと[13][14]。
- ドリエンのチームメイトである日野礼香と共に「黄昏よりも暗き存在」（たそがれよりもくらきもの）というお笑いコンビを組み、アップガレージ主催のお笑いライブ『アップアップライブ!』に参加していた[15]。
- 得意な楽器はドラムとピアノ。
- 3人きょうだいの末っ子である[1]。

## 出演した主なイベント
- エヴァンゲリオンレーシング2010（SUPER GT・アスカ役）
- エヴァンゲリオンレーシング2011（SUPER GT・アスカ役）
- 東京モーターショー、名古屋モーターショー「SUBARUブース」（2011年12月）
- 世界ミニマム級王座統一戦「井岡一翔 対 八重樫東戦」（2012年6月20日、大阪府立体育会館）ラウンドガール[16]
- エヴァンゲリオンレーシング2012（SUPER GT・アスカ役）
- 東京ゲームショウ
  - 「gloopsブース」（2012年9月）
  - 「NTTぷらら・ひかりTVブース」（2013年9月）
  - 「Samsung SSD×NEXON」ブース（2017年9月、幕張メッセ）[注 2]
- 芦屋競艇場開設61周年記念「GⅠ全日本王座決定戦」（2013年6月）キャンペーンガール[17]

### 東京オートサロン出演歴
| 年             | 出演ブース     | 備考                                 |
| -------------- | -------------- | ------------------------------------ |
| 2012年         | ALPINE         |                                      |
| 2013年         | TREASURE ONE   | 共演：高橋としみ、佐崎愛里、小嶋千尋 |
| 2014年・2015年 | アップガレージ | ドリフトエンジェルスとして           |
| 2016年         | GOODYEAR       | GOODYEARエンジェルとして             |
| 2017年         | C-WEST         | 有馬綾香と共演                       |

### 大阪オートメッセ出演歴
| 年     | 出演ブース     | 備考                         |
| ------ | -------------- | ---------------------------- |
| 2009年 | GOODYEAR       | 真矢とも共演                 |
| 2011年 | WALD           |                              |
| 2013年 | レベルファイブ | [ 20 ]                       |
| 2014年 | TWS            | 佐崎愛里、小越しほみとも共演 |
| 2015年 | 三菱自動車     |                              |
| 2016年 | TWS            | [ 7 ]                        |